# Nohn (Mettlach)
Nohn – dzielnica niemieckiej gminy Mettlach, w kraju związkowym Saara, w powiecie Merzig-Wadern, w Parku Natury Saar-Hunsrück, między potokami Steinbach i Bonnerbach, jednak z granic przebiega także na rzece Saara. Leży ok. 9 km od zjazdu 4 Merzig-Wellingen z autostrady A8, na wysokości 167–352 m n.p.m., ma powierzchnię 5,99 km², zamieszkuje ją 690 mieszkańców (2008).

## Historia
Nazwa miejscowości pochodzi od łacińskiego ad nonum lapidum, w starożytności w okolicach krzyżowały się szlaki handlowe Metz-Moguncja i Metz-Trewir.
W średniowieczu Nohn leżał na terenie Lotaryngii, w latach 1766–1814 miejscowość znalazła się we Francji, następnie należała do Prus.

## Zabytki i atrakcje
- kościół filialny pw. św. Medarda (St. Medardus) z 1923
- wzgórza Rammelfels i Schleifsteinskopf z widokiem na Saarę
- Bohnenfest (pol. Święto Fasoli) w lipcu
- Fastnachtumzug - pochód

## Polityka
Rada dzielnicy składa się z dziewięciu członków, pięciu należy do SPD a pozostałych czterech do CDU. Przewodniczącym rady jest Behr Reinhold z SPD.